# Trattato di Darin
Il Trattato di Darin, o Patto di Darin, del 1915 fu firmato tra la Gran Bretagna e Abdul-Aziz Al Saud (a volte chiamato Ibn Saud) sovrano dell'Emirato del Najd e di al-Ahsa', il futuro fondatore del Regno dell'Arabia Saudita nel 1932.

## Firma
Il trattato fu firmato a Darin, sull'isola di Tarout il 26 dicembre 1915 da Abdul-Aziz e Sir Percy Cox per conto del governo britannico.

## Termini
Il Trattato rese le terre della dinastia dei Saud un protettorato britannico e cercò di definire i suoi confini. Lo scopo britannico del trattato era quello di garantire la sovranità del Kuwait, del Qatar e degli Stati della Tregua. Abdul-Aziz accettò di non attaccare i protettorati britannici, ma non si prese l'impegno di non attaccare lo Sharif della Mecca.
Inoltre, accettò di entrare nella prima guerra mondiale in Medio Oriente contro l'Impero ottomano in qualità di alleato della Gran Bretagna.

## Significato
Il trattato fu il primo a conferire un riconoscimento internazionale al nascente stato saudita. Inoltre, per la prima volta nella storia del Nejd, fu introdotto il concetto dei confini negoziati. L'obiettivo britannico era quello di garantire i suoi protettorati del Golfo Persico, ma il trattato ebbe la conseguenza non intenzionale di legittimare il controllo saudita nelle aree adiacenti. Il trattato fu in seguito sostituito dal Trattato di Gedda del 1927.